# Marpe (Adelsgeschlecht)

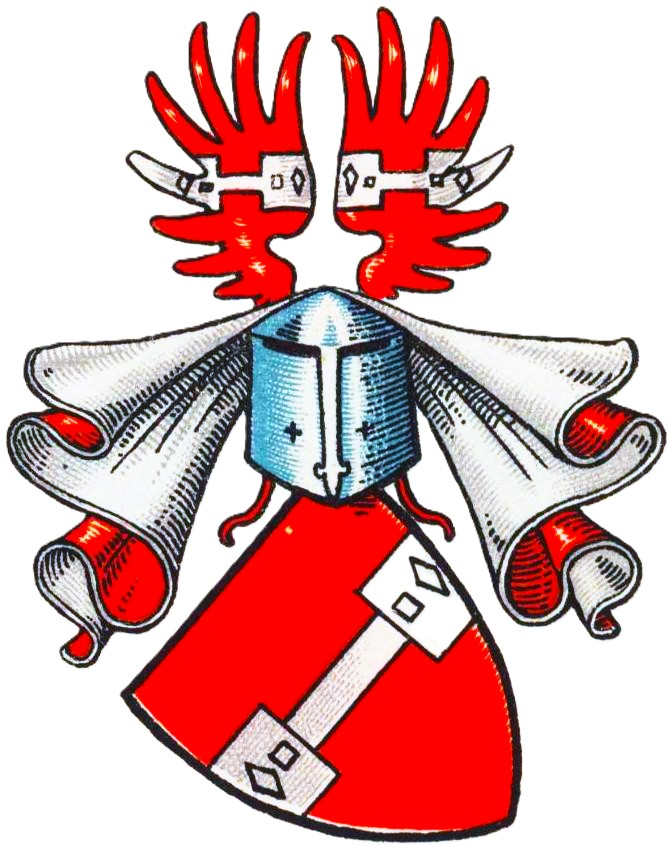
Wappen derer von Marpe im Wappenbuch des Westfälischen Adels

Marpe (auch Marp o. ä.) ist der Name eines erloschenen westfälischen Adelsgeschlechts.

## Geschichte
Das Geschlecht stammt von einem namensgebenden Stammsitz in Marpe in der Grafschaft Arnsberg, heute Obermarpe und Niedermarpe, Ortsteile von Eslohe. Ritter Lubbertus de Marpe erscheint 1296 als Bürge für Graf Eberhard I. von der Mark († 1308). Gegen 1300 trugen die Brüder Heidenricus und Sesemann von Marpe die Güter zu Marpe von Arnsberg zu Lehen. Später waren Tilmann von Marpe mit dem Hof Marpe in der Pfarre Eslohe, Gerkin von Marpe mit dem Gut Messelink in der Pfarre Holthusen, Albert von Marpe mit dem Mansen zu Niedermarpe, Kunigunde von Marke mit einer Hufe ebendort und Cäsarius von Marpe mit zwei Hufen ebendort belehnt. Heinrich von Marpe wurde 1420 und Hermann von Marpe, Sohn Godarts, 1517 von Kurköln mit dem Haus und dem ganzen Hof zu Niedermarpe belehnt.
Die Familie erlosch um 1500 mit dem Tod von Marie von Marpe, die mit Theodor von Papen verheiratet war.

## Wappen
Blasonierung: In Rot ein quer über den Schild gelegtes altertümliches, silbernes Schloss. Auf dem Helm mit rot-silbernen Helmdecken ein offener roter Flug, jeder Flügel belegt mit dem Schloss.
In Heinrich Strodtmanns Wappenbuch von 1640 wird das Schloss als eisenfarbig (isen) beschrieben.